# 考特茲 (加利福尼亞州)
考特茲（英語：Cortez）是位於美國加利福尼亞州默塞德縣的一個非建制地區。該地的面積和人口皆未知。

## 地理
考特茲的座標為37°28′31″N 120°44′23″W / 37.47528°N 120.73972°W，而該地的平均海拔高度為43米（即141英尺）。